# VH1 Poland
A VH1 Poland egy lengyel zenei csatorna volt, melynek tulajdonosa a Viacom International Media Networks Polska volt. 2005. december 1-jén váltotta a korábbi MTV Classic zenecsatornát, mely korábban főleg klasszikus zenei videókat sugárzott. A VH1 Poland szélesebb zenei palettával, valamint számos tematikus műsorral várta a nézőket napi vagy heti rendszerességgel.
2010. április 24-én a 24 órás sugárzás megszűnt, és VH1 Europe néven osztott frekvencián sugárzott tovább a Comedy Central Family csatornával, mely főleg a női közönség számára készült. 2012. április 24-től ismét elindult a VH1 Poland, mely váltotta a VH1 Europe csatornát.
2012. június 12-én a csatorna 16:9-es képformátumra váltott.
A csatorna 2020. március 3-án 6:00 órakor fejezte be adását, a VH1 Europe váltotta.

## Műsorok
- Aerobic
- Final Countdown
- Greatest Hits
- Polonez
- Pop Chart
- Rock Your Baby!
- Smells like 90s
- Twoja muzyka, twoja lista
- VH1 Hits
- VH1 Music
- VH1 Superchart
- Viva Top 10
- Wczoraj i dziś
- Weekend